# 张璁碑亭
张璁碑亭，俗称张阁老碑亭，位于中华人民共和国浙江省温州市鹿城区松台街道，是浙江省省级文物保护单位之一。
张璁是明朝嘉靖年间的政治人物，官至大学士，为内阁首辅。嘉靖十八年（1539年），张璁病卒，朝廷赐建恩荣一品家庙，春秋二季，有司致祭。前有亭，奉旨刻碑。御赐诗一首，同前，又奉旨刻碑。钦赐更名孚敬二大字，钦赐更字茂恭二大字，皆御笔横书。1950年代，温州市人民政府将“恩荣一品家庙”的碑亭及三座丰碑迁至松台山麓之妙果寺侧，名之为“张璁碑亭”。1981年列为温州市重点文物保护单位，2017年列为第七批浙江省文物保护单位。